# 劉述 (十六國)
劉述（?—?），五胡十六国时代汉赵将领。
328年，后赵中山公石虎率四万人士众由轵关西进，攻击前赵河东，有五十多个县相应，石虎进攻蒲阪。刘曜派河间王刘述调遣氐族、羌族士众驻在秦州，防备前凉张骏和仇池杨难敌，自己率领精锐的水陆各军救援蒲阪，北渡黄河。石虎率军退走。